# Crustation
Crustation war eine britische Trip-Hop-Band aus der englischen Stadt Bristol.

## Geschichte
Die drei Musiker Ian Dark, Stig Manley und Mark Taylor machten bereits seit über einem Jahr gemeinsam Musik und hatten bereits zwei EPs auf Vinyl veröffentlicht, ehe die irische Sängerin Bronagh Slevin, die der Band ihre Stimme verlieh, 1995 dazustieß.
1997 veröffentlichten Crustation ihr erstes und bisher einziges Album Bloom. Es enthielt zehn melancholische und verträumte Tracks. Bloom wurde zwar gänzlich elektronisch aufgenommen, es war Stig Manley und Co. aber sehr wichtig, auf der Bühne alle Instrumente live zu spielen, um ihren Bezug zur Natur auszudrücken. Diese Natürlichkeit war es auch, die sie von ihren Bristoler Trip-Hop-Kollegen unterschied, die einen eher urbanen Stil pflegten. Stig Manley meinte gegenüber seinem Bandkollegen Mark Taylor, die Musik sei zu rein. „Make it crustier. Sound has to be crusty“. So kam die Band zu ihrem Namen.
Trotz bester Kritiken erreichten Crustation nie den Erfolg ihrer populären Freunde Tricky, Massive Attack oder Portishead, mit denen die drei Briten zum Teil an denselben Bandprojekten arbeiteten.
Produziert wurde die Musik von Crustation von Steve Osborne und Ben Hillier unter dem Label „Zomba“.
Nach Bloom folgten Singleauskopplungen und Remixes, unter anderem von der französischen Electronica-Band Air.